# Xanth
La Tierra de Xanth es un ente ficticio mundo creado en el libro A Spell For Chameleon (Un hechizo para camaleón) del escritor Piers Anthony en 1977.

## Características
La Tierra de Xanth es descrita como una tierra mágica, capaz de infundir en sus habitantes un talento mágico único (en el caso de los humanos) tanto a seres vivos como a no vivos (rocas, lagos, montañas, espadas, etc.).
Según el escritor se puede llegar a esta tierra desde cualquier parte de Mundania (Nuestro mundo), aunque según él, es muy complicado llegar a él.
El personaje Trent descubre otro secreto de la tierra de Xanth, la mezcla sin sentido de razas, la tierra de Xanth es el origen de criaturas como grifos, quimeras, arpías, centauros, etc.
En el segundo Libro La fuente de la magia, Bink (personaje principal de ambas novelas), descubre el más grande secreto de la tierra de Xanth, y origen de su nombre, el demonio Xan/th, quien yace en el fondo de la tierra de Xanth y es la fuente de la magia del lugar.
Historia de los humanos en la Tierra de Xanth desde la perspectiva del personaje Cherie (centauro hembra):
Aquellos de la Primera Oleada no tenían magia, y, cuando averiguaron lo que ésta podía hacer, quedaron fascinados, aunque un poco temerosos. Un gran número de ellos murió en un lago con un hechizo de ahogo, y algunos perecieron por los dragones, y cuando se toparon con en el primer basilisco...
No obstante conquistaron Xanth, y formaron un enclave donde la magia fue desterrada. Les gustó la tierra y las utilidades de la magia, pero no la querían muy cerca de casa. Por ese motivo quemaron el bosque allí, mataron a todas las plantas y animales mágicos, y levantaron un gran muro de piedra. Se establecieron en su pueblo amurallado y plantaron semillas de Mundania y cuidaron del ganado de Mundania, como judías y vacas sin alas. Se casaron con las mujeres que habían traído o con aquellas que podían robar de los pueblos próximos de Mundania, y tuvieron hijos. Xanth era una buena tierra, incluso en esa región limpiada de magia. Pero entonces ocurrió algo sorprendente.
Sus hijos fueron mágicos.
La tierra de Xanth es mágica. Es un efecto del contorno. Aunque funciona mucho mejor con los niños, que son más modelables, y, todavía más, con los niños concebidos y nacidos aquí. Los adultos, incluso aquellos con una larga experiencia, tienden a reprimir los talentos que poseen, porque «saben más que nadie». No obstante, los niños aceptan lo que ven. Así que no sólo poseen más talento natural, sino que lo usan con más entusiasmo.
Al principio, los humanos sufrieron un impacto. Pero pronto lo aceptaron, y hasta fomentaron el desarrollo de talentos serviciales. Uno de los jóvenes poseía la habilidad de transmutar plomo en oro. Asolaron las colinas en busca de plomo y, finalmente, se vieron obligados a enviar una misión para obtenerlo de Mundania. Era como si el plomo fuera más valioso que el oro. Consiguieron el plomo..., pero pagaron un precio espantoso. Porque los mundanos de Mundania descubrieron la existencia de la magia. Fueron consecuentes con su naturaleza: codiciosos y rapaces. La idea del oro barato los volvió frenéticos. Invadieron y derribaron la muralla, matando a todos los hombres y niños de la Primera Oleada.
Esos fueron los de la primera oleada, Salvaron a las mujeres de la Primera Oleada, ya que sólo eran un ejército de hombres. Creyeron que había una máquina que convertía el plomo en oro, o un proceso alquímico alrededor de una fórmula secreta. En realidad, no creían en la magia; ese era únicamente un término conveniente para describir lo desconocido. De modo que no se dieron cuenta de que el plomo se convertía en oro por la magia de un niño hasta que fue demasiado tarde. Habían destruido aquello que habían venido a buscar. Y, otra vez, sólo fueron perdonadas las mujeres. Y, como ellas llevaban en Xanth toda su vida, la magia que poseían era fuerte. La utilizaron para eliminar a sus maridos violadores uno a uno, con métodos que no suelen asociarse con las mujeres. No obstante, su victoria se volvió en derrota, ya que ahora no tenían ninguna familia. De manera que se vieron obligadas a invitar a más mundanos…
Cuando las mujeres de la Segunda Oleada se organizaron sólo trajeron a los mejores hombres que pudieron hallar. Fuertes, amables, inteligentes, los que comprendieron el fondo de la cuestión y que vinieron más por principios que por codicia y prometieron guardar el secreto. Eran mundanos, pero nobles.
Las mujeres de Xanth fueron viudas y víctimas de violaciones y, al final, asesinas. Algunas eran viejas y estaban llenas de cicatrices, física y emocionalmente, debido a la campaña. Sin embargo, todas poseían una magia poderosa y determinación de hierro; eran las supervivientes del cruel cataclismo que había eliminado al resto de los humanos de Xanth. Estas cualidades eran evidentes. Cuando los hombres nuevos supieron la verdad, muchos eligieron dar media vuelta y retornar a Mundania. Pero a otros les gustó casarse con brujas. Deseaban tener hijos con magia potente, y creyeron que sería hereditario, de modo que no se fijaron primordialmente en la juventud y en la belleza. Otros querían el potencial que ofrecía la tierra única de Xanth al ser desarrollada y protegida; estos fueron los ambientalistas, y la magia era la parte más preciosa del medio ambiente. Y no todos los de la Cuarta Oleada fueron hombres; algunas eran mujeres que habían sido seleccionadas cuidadosamente, traídas para que se casaran con los niños, para que no hubiera demasiados cruces familiares. De modo que fue una colonización, no una invasión, y no se basó en el asesinato, sino en sólidos principios comerciales y biológicos.
- Datos: Q182099